# Dimisophria cavernicola
Dimisophria cavernicola is een eenoogkreeftjessoort uit de familie van de Misophriidae. De wetenschappelijke naam van de soort is voor het eerst geldig gepubliceerd in 1987 door Boxshall & Iliffe.